# 丘安峰
丘安峰（英語：Chuan Peak），是南極洲的山峰，位於羅斯島，處於巴克峰東北面2公里，屬於吉根布赫嶺的一部分，海拔高度約2,200米，現時由南極條約體系管理。